# Hiroyuki Tazawa
Hiroyuki Tazawa (japanisch 田沢 浩之 Tazawa Hiroyuki; * 29. April 1978 in der Präfektur Kanagawa) ist ein ehemaliger japanischer Fußballspieler.

## Karriere
Tazawa erlernte das Fußballspielen in der Jugendmannschaft von Yokohama Marinos (heute: Yokohama F. Marinos). Seinen ersten Vertrag unterschrieb er 1999 bei den Yokohama F. Marinos. Der Verein spielte in der höchsten Liga des Landes, der J1 League. 2000 wechselte er zum Zweitligisten Vegalta Sendai. Für den Verein absolvierte er 28 Spiele. Ende 2001 beendete er seine Karriere als Fußballspieler.